# Botijas Band (álbum)
Botijas Band es un álbum grabado por Botijas Band, banda liderada por Ruben Rada. Se trató de un proyecto paralelo de los músicos que participaron en la grabación. El disco fue editado en Uruguay en 1996 por el sello Orfeo.

## Historia
Botijas Band fue el primer proyecto que Ruben Rada generó tras su regreso a Uruguay, luego de sus años en México y de la grabación de Montevideo en Estados Unidos. En un principio no estaba en los planes grabar un disco con la banda, la idea era tocar por diversión.
Rada sentía afinidad con los hermanos Ibarburu, Gustavo Montemurro y Carlos Quintana, músicos jóvenes que no pertenecían a la corriente del rock uruguayo post dictadura. Al proyecto se sumaron también Urbano Moraes, compañero de Rada desde El Kinto, y la cantante Elena Mañosa.
La banda tocaba en vivo con dos bajos: Urbano Moraes y Andrés Ibarburu. En su momento Rada definió al estilo de la banda como pop, con reggae, baladas y funky.
Botijas Band tuvo corta duración, pero Rada continuaría tocando con estos músicos jóvenes en distintos momentos de su carrera.
“Sin palabras” es una canción que Rada había grabado para Rada Factory, disco producido en México, y nunca editado oficialmente. "Oración de espirales" con letra de Eduardo Mateo y música de Estela Magnone, sería regrabada por Magnone en sus discos Bruma de abril (2007) y Siestas de mar de fondo (2019). "El bolazo", con letra de Mariana Ingold y música de Osvaldo Fattoruso, sería regrabada por Ingold para su disco El planeta sonoro (2001).
Hugo Fattoruso aparece como invitado en los temas "El guardabosques" y "Vente mañana".

## Lista de canciones
01. Las estrellas (Rúben Rada - Pablo Novoa)
02. Oración de espirales (Letra: Eduardo Mateo - Música: Estela Magnone)
03. Allí estaré (Gustavo Montemurro)
04. Inventario (Carlos Quintana)
05. Vente mañana (Rúben Rada)
06. El bolazo (Letra: Mariana Ingold - Música: Osvaldo Fattoruso)
07. No existirá Rúben Rada)
08. No lo pienses más Rúben Rada)
09. Sin palabras (Rúben Rada - Pablo Novoa)
10. El guardabosque (Rúben Rada)
11. Las estrellas de mi soledad (Rúben Rada)
12. Voy por eso (Rúben Rada)
13. Estokolmo, aquí vengo como puedo (Rúben Rada)

## Ficha técnica
- Rubén Rada: Voz en 1, 5, 6, 7, 8, 10, 11 y 12
- Urbano Moraes: Voz en 9, 10 y 11
- Elena Mañosa: Voz en 2, 7, 9, 10, 11 y 12
- Gustavo Montemurro: Teclados (voz en 3 y 9)
- Carlos Quintana Guitarra (voz en 4)
- Martín Ibarburu: Batería
- Nicolás Ibarburu: Guitarra (voz en 6)
- Andrés Ibarburu: Bajo
- Todos los temas fueron arreglados por Botijas Band, a excepción de "El bolazo", arreglado por Osvaldo Fattoruso
- Participaciones especiales:
- Hugo Fattoruso en "El guardabosques" y "Vente mañana"
- Matías Rada en "Voy por eso" y "Estokolmo, aquí vengo como puedo"
- Lucila Rada y Paola Romano en "Allí estaré" y "Estokolmo, aquí vengo como puedo"
- Producción musical: Rubén Rada
- Ingeniero de grabación: Luis Restuccia / Asistente: Jorge Mulet
- Grabado, mezclado y masterizado en Estudio del Cordón, Montevideo, diciembre de 1995 - febrero de 1996
- Fotos: Robert Yabeck
- Diseño gráfico: Leonel Aguirre
- Idea original de logo Botijas Band: Lucila Rada